# Эгицерас
Эгицерас (лат. Aegiceras) — род растений подсемейства Мирсиновые семейства Первоцветные. Включает в себя 2 вида — Эгицерас рожковидный (Aegiceras corniculatum) и Эгицерас цветущий (Aegiceras floridum).

## Описание
Представляют собой кустарники или деревья высотой до 8 м. На горизонтальных корнях имеются вертикальные выросты — пневматофоры, способствующие снабжению кислородом их подводных частей. Кожистые листья часто покрыты кристалликами соли, которую выделяют солевыводящие желёзки. Цветки собраны в зонтичные или кистевидные соцветия, имеют 5 лепестков и 5 тычинок. Пыльники разделены поперечными перегородками на множество полостей, содержащих пыльцу. Плоды — удлиненные остроконечные кожистые коробочки длиной до 8 см изогнуты наподобие козьего рога, их основание окружает несимметричная чашечка, содержит одно крупное удлинённое семя без эндосперма. Для эгицераса характерна вивипария — прорастание семени происходит в плоде, не потерявшим связь с материнским растением, но в отличие от многих других мангровых растений его проросток прорывает стенку плода лишь после его опадения. Распространение происходит путём переноса морской водой.

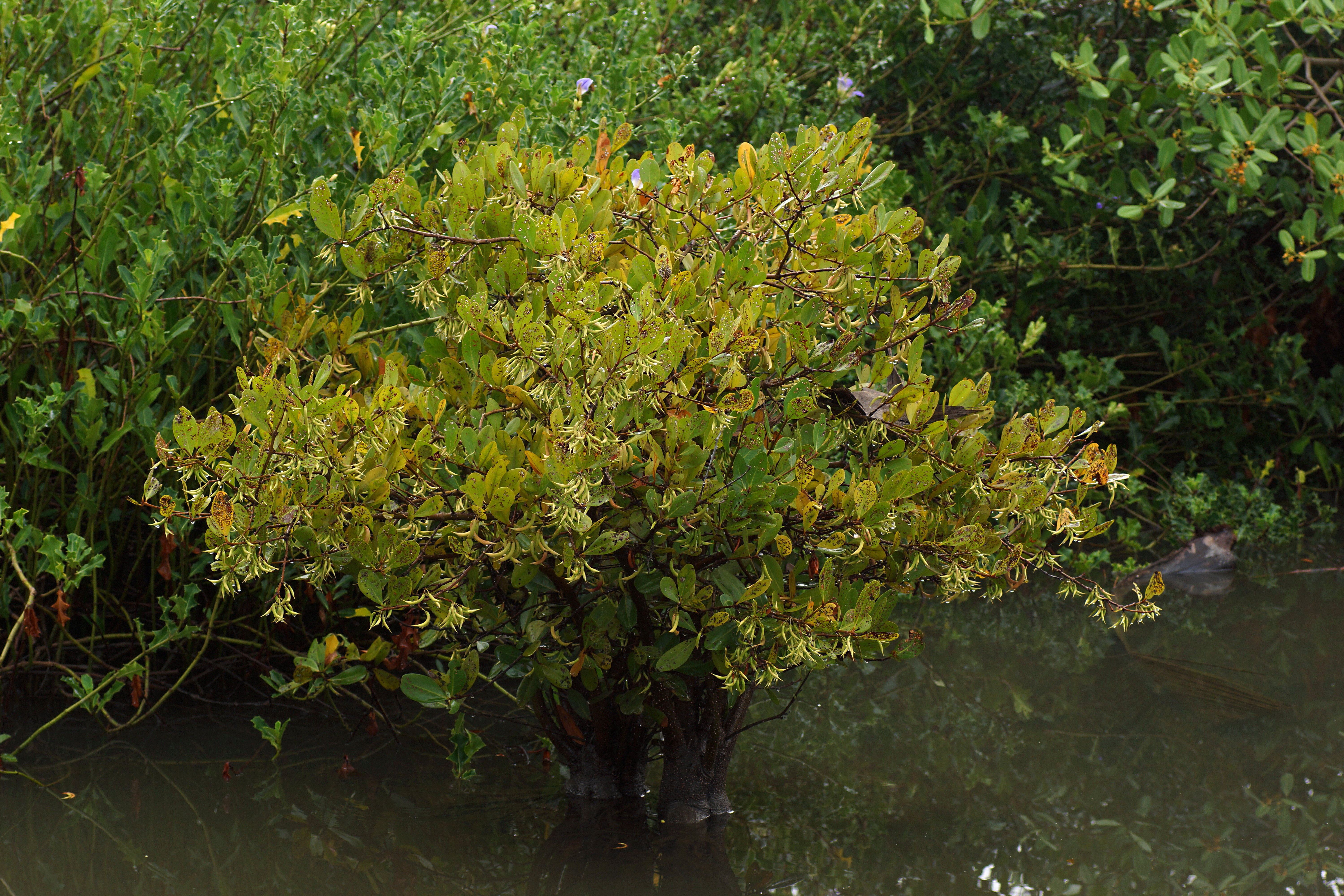
Aegiceras corniculatum
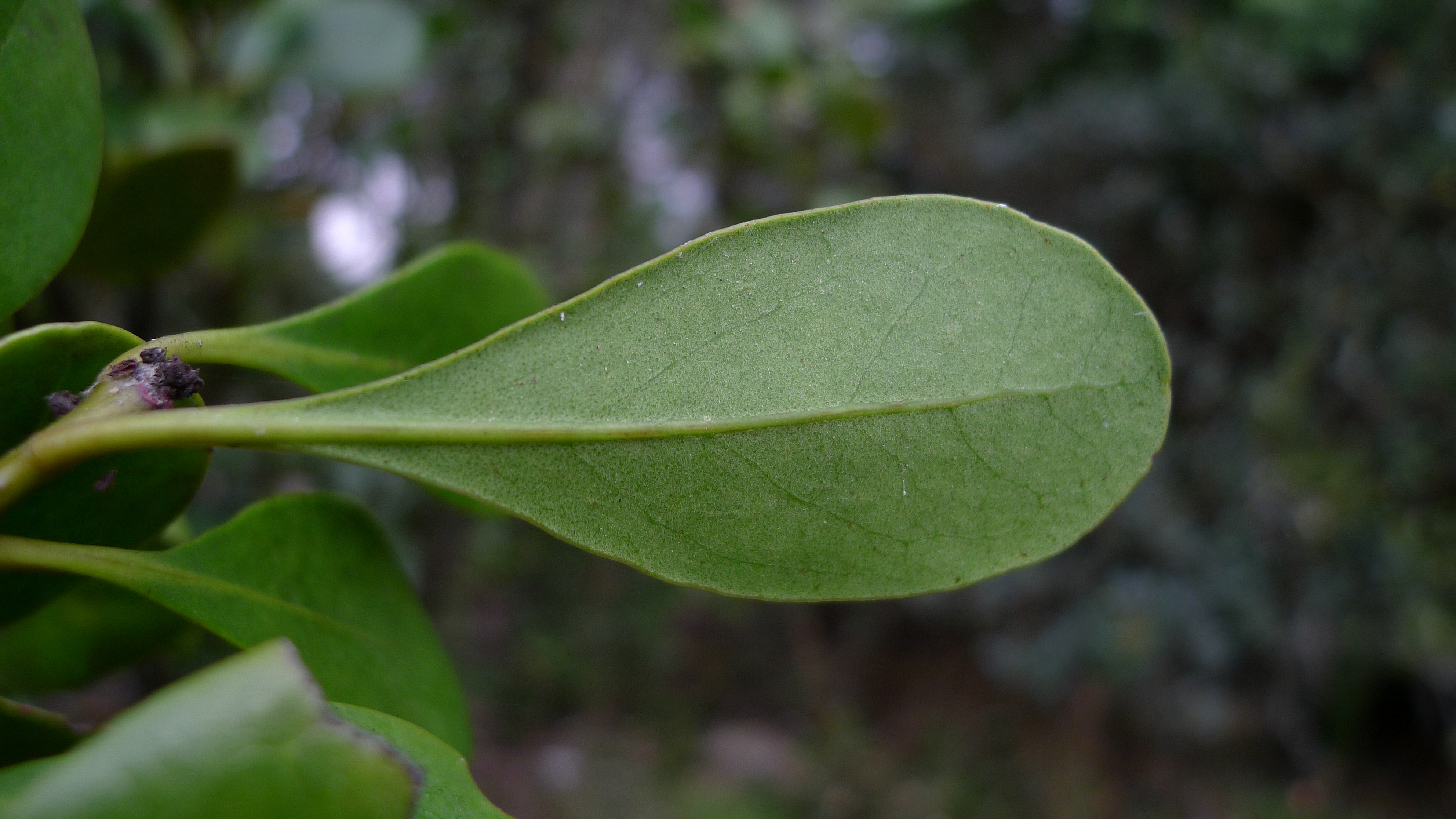
Лист с кристалликами соли
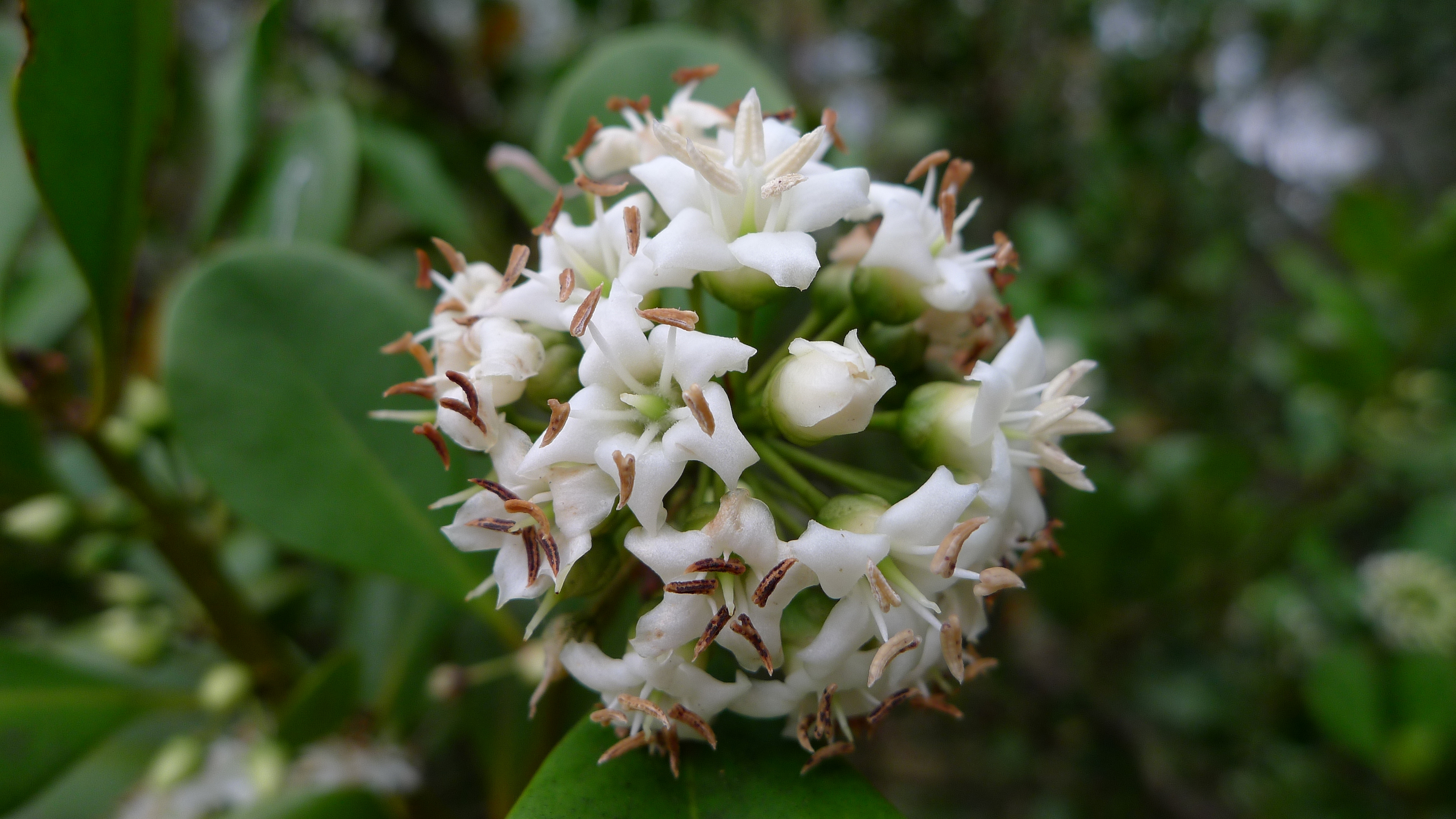
Соцветие
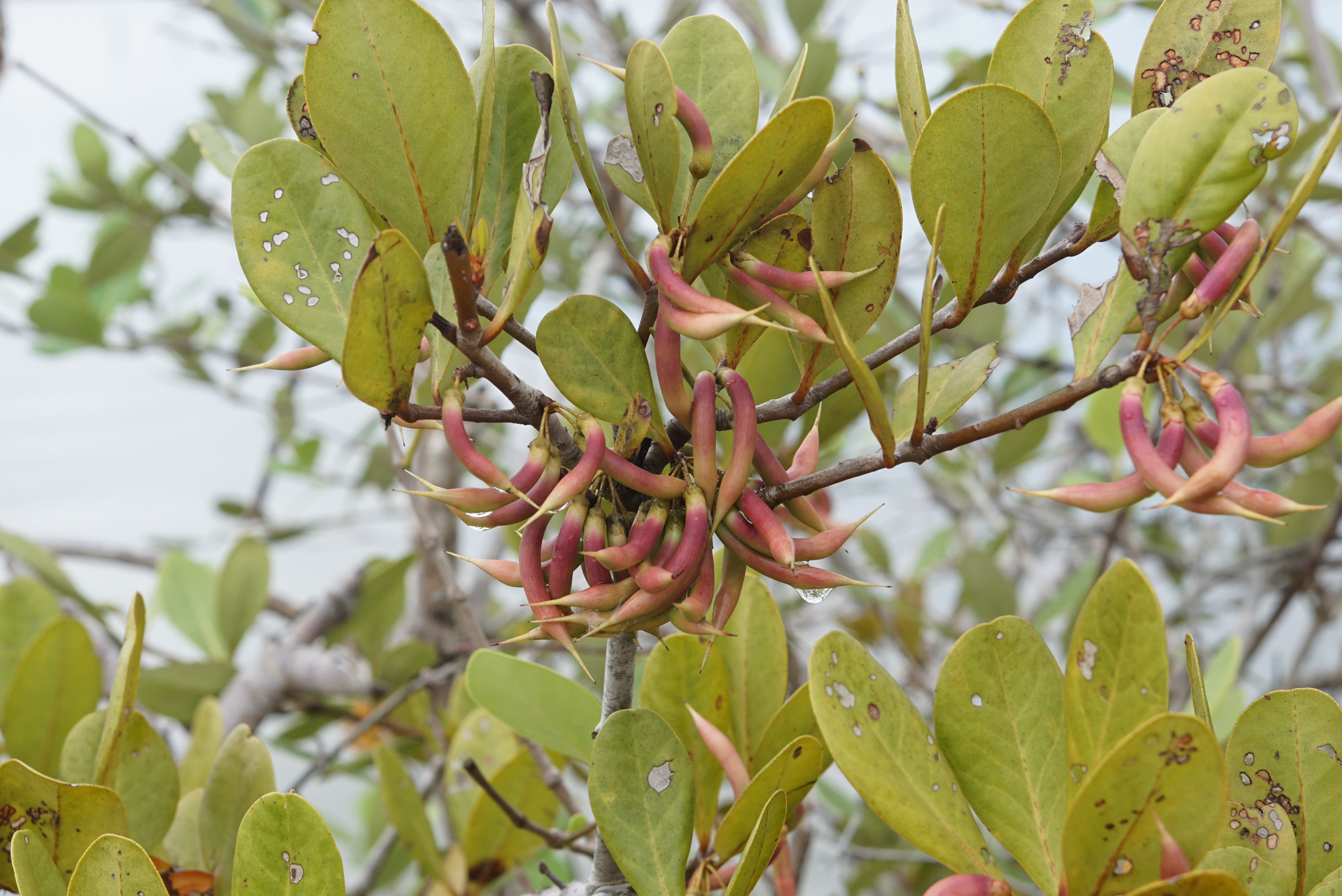
Ветвь с плодами

## Места произрастания
Произрастает в защищенных от прибоя внутренних частях мангровых лесов, там, где не столь заметно влияние солёной воды, в основном в болотах по берегам рек и эстуариев. Ареал расположен по берегам Индийского и Тихого океанов. Эгицерас рожковидный распространён от Индии и Шри-Ланки до Южного Китая и Северо-Восточной Австралии, эгицерас цветущий можно встретить исключительно в Малезии.